# Marie-Bernadette Dupuy
Pour les articles homonymes, voir Dupuy.
Marie-Bernadette Dupuy est une écrivaine française née à Angoulême le 30 octobre 1952.
En 2020, elle entre dans le top dix des écrivains français les plus vendus. Elle vend cinq millions de livres.  

## Biographie
En 1985, faute d'éditeur, elle s'autoédite. Puis, le bouche à oreille lui ayant apporté un certain succès, l'éditeur québécois JCL lui fait signer un contrat.
En 2011, elle rejoint Calmann-Lévy. Philippe Robinet dit d'elle qu'elle est la reine française des sagas familiales. Ancienne secrétaire médicale, elle écrit souvent des sagas romanesques ou historiques, ancrées par exemple dans la Seconde Guerre mondiale dans la Saga d'Albane qui met en scène une institutrice, ou sur le Tsar Nicolas II dans Katia : l'histoire d'un grand amour. L'été 2025, elle a publié douze sagas et le premier tome d'une treizième est prévu en septembre 2025. 
Certains de ses romans, de terroirs, sont aussi des romans policiers.  

## Œuvre

### Romans

#### SérieVal-Jalbert
- 2008 : L'Enfant des neiges, Les éditions JCL ou L'Orpheline des neiges, éditions du Livre de Poche.
- 2009 : Le Rossignol de Val-Jalbert, Les éditions JCL.
- 2010 : Les Soupirs du vent, Les éditions JCL.
- 2011 : Les Marionnettes du destin, Les éditions JCL.
- 2012 : Les Portes du passé, Les éditions JCL.
- 2013 : L'Ange du lac, Les éditions JCL

#### SérieFamille Roy
- 2007 : Le Moulin du loup, Les éditions JCL.
- 2007 : Le Chemin des falaises, Les éditions JCL.
- 2008 : Les Tristes Noces, Les éditions JCL ou La Vallée des Eaux-Claires (France Loisirs)
- 2009 : La Grotte aux fées, Les éditions JCL.
- 2010 : Les Ravages de la passion, Les éditions JCL.
- 2012 : Les Occupants du domaine, Les éditions JCL.

#### SérieAngélina
- 2011 : Angélina : Les Mains de la vie, Les éditions JCL.
- 2013 : Angélina : Le Temps des délivrances, Les éditions JCL.
- 2014 : Angélina : Le Souffle de l'aurore, Les éditions JCL ou La Force de l'aurore (Calmann Lévy)

#### SérieBories
- 2002 : L'Orpheline du bois des Loups, Les éditions JCL.
- 2005 : La Demoiselle des Bories, Les éditions JCL.

#### SérieSaint-Prime
- 2014 : Le Scandale des eaux folles, Les éditions JCL.
- 2015 : Les Sortilèges du Lac, Les éditions JCL.

#### SérieLes Mines de Faymoreau
- 2016 : La Galerie des Jalousies, tome 1 Les éditions JCL.
- 2016 : La Galerie des Jalousies, tome 2 Les éditions JCL.
- 2016 : La Galerie des Jalousies, tome 3 Les éditions JCL.

#### SérieLes Enquêtes de Maud Delage
- 1994 : Un circuit explosif, Le Soleil de Minuit
- 1995 : Les Croix de la pleine lune, Le Soleil de Minuit
- 1995 : Drame à Bouteville, Le Soleil de Minuit
- 1996 : Cognac, un festival meurtrier, Le Soleil de Minuit
- 1996 : Vent de terreur sur Baignes, Le Soleil de Minuit
- 1998 : L’Enfant mystère des terres confolentaises
- 2012 : Du sang sous les collines , Les éditions JCL.
- 2013 : Les Croix de la pleine lune, Les éditions JCL.
- 2013 : Un festival meurtrier, Les éditions JCL.
- 2014 : Nuits à haut risque, trois nouvelles, Les éditions JCL

#### SérieAbigaël
- 2017 : Abigaël, messagère des anges, Tome 1 , Les éditions JCL.
- 2017 : Abigaël, messagère des anges, Tome 2 , Les éditions JCL.
- 2018 : Abigaël, messagère des anges, Tome 3 , Les éditions JCL.
- 2018 : Abigaël, messagère des anges, Tome 4 , Les éditions JCL.
- 2018 : Abigaël, messagère des anges, Tome 5 , Les éditions JCL
- 2018 : Abigaël, messagère des anges, Tome 6 , Les éditions JCL
- 2022 : Abigaël, Les voix du passé, Tome 1 , Editions Calmann-Levy
- 2022 : Abigaël ou la Force du destin, Tome 2 , Editions Calmann-Levy
- 2022 : Abigaël ou le Secret des anges, Tome 3 , Editions Calmann-Levy

#### SérieL'Orpheline de Manhattan
- 2019  : L'Orpheline de Manhattan , Tome 1, Editions Calmann-Levy
- 2019  : L'Orpheline de Manhattan, Les Lumières de Broadway , Tome 2, Editions Calmann-Levy
- 2019  : L'Orpheline de Manhattan, Les Larmes de l'Hudson , Tome 3, Editions Calmann-Levy

#### SérieLara
- 2020 : Lara, la Ronde des soupçons, Tome 1, Editions Calmann-Levy
- 2020 : Lara, la Valse des suspects, Tome 2, Editions Calmann-Levy
- 2020 : Lara, la Danse macabre, Tome 3, Editions Calmann-Levy

#### SérieLe Mystère Soline
- 2021 : Le Mystère Soline, Au-delà du temps, Tome 1, Editions Calmann-Levy
- 2021 : Le Mystère Soline, Le vallon des loups, Tome 2, Editions Calmann-Levy
- 2021 : Le Mystère Soline, Un chalet sous la neige, Tome 3, Editions Calmann-Levy

#### SérieLe Château des secrets
- 2023 : Le Rêve brisé, Tome 1, Éditions Calmann-Lévy
- 2023 : La Ballerine de l'ombre, Tome 2, Éditions Calmann-Lévy
- 2023 : Les Cœurs apaisés, Tome 3, Éditions Calmann-Lévy

#### SérieAlbane
- 2024 : Un ciel d'orage, tome 1, Calmann-Lévy
- 2024 : Au nom de la liberté, tome 2, Calmann-Lévy
- 2024 : Le Sang des justes, tome 3, Calmann-Lévy
- 2025 : Des cœurs dans la tourmente, tome 4, Calmann-Lévy

### Autres ouvrages
- 1985 : Femmes impériales, Éditions Fanlac
- 1988 : Sur les traces de Sissi, l'Ange de Wallsee, Éditions Dehedin
- 1989 : Amour ou Sacerdoce, Éditions Dehedin
- 1990 : Sissi-Romy, l'album des films, Éditions La Douceur de vivre
- 1991 : Alexandre II - Katia Dolgorouky, leur véritable histoire, Éditions le Soleil de Minuit
- 1992 : Bien-aimée Astrid, Éditions le Soleil de Minuit
- 1991 : Katia Dolgorouky et Alexandre II : l'histoire d'un grand amour, Éditions le Soleil de Minuit
- 1993 : Sissi, Diana, un face à face au-delà du temps
- 1993 : Vous n’aviez pas le droit ou le Drame de Fanny
- 1993 : Portrait d’un roi au grand cœur, Baudouin de Belgique, Éditions le Soleil de Minuit
- 1994 : Les Mille et un détours de l'amour
- 1994 : Angoulême, du sang sous les collines
- 1995 : Quand l’histoire assassine... au pays des vignes
- 1997 : Les Belles heures charentaises d’Alfred de Vigny, Éditions Le Soleil de Minuit
- 1997 : Le Chemin de croix d’un prêtre amoureux
- 1998 : Victoria, Eugénie, Sissi... Trois femmes inoubliables
- 1999 : Douce Terre de Charente
- 2000 : Une seconde chance, l'enfant perdu
- 2001 : Farilda, comtesse de Kinsky
- 2001 : Marie du Bois des loups
- 2002 : L’Affaire du curé Gothland
- 2002 : L’Enfant du fleuve, Éditions Soleil de MInuit
- 2004 : Les Enfants du Pas du Loup
- 2004 : Le Chant de l’océan, Les éditions JCL.
- 2005 : Le Refuge aux roses, Les éditions JCL.
- 2006 : Le Cachot de Hautefaille, Les éditions JCL.
- 2007 : Le Val de l'espoir, Les éditions JCL.
- 2010 : Les Fiancés du Rhin, Les éditions JCL.
- 2012 : L’Amour écorché, Les éditions JCL.
- 2015 : Les Amants du presbytère, Les éditions JCL
- 2017 : Amélia, un coeur en exil, Éditions Calmann-Lévy
- 2020 : Les Feux de Noël, Editions Calmann-Lévy
- 2023 : Les Merveilles de Noël, Editions Calmann-Lévy
- 2024 : Katia, l'histoire d'un grand amour, Éditions Calmann-Lévy